# Tina Pfurr
Tina Pfurr (* 1980 in Kassel) ist eine deutsche Theater- und Filmschauspielerin sowie Hörspielsprecherin.

## Leben
Pfurr studierte von 2001 bis 2003 Germanistik und Philosophie an der Technischen Universität Berlin. Ab 2001 war sie regelmäßig in den Produktionen von René Pollesch an der Berliner Volksbühne als Souffleuse auf der Bühne zu sehen.
Sie ist Vorstandsmitglied des Landesverbandes freie darstellende Künste Berlin (LAFT Berlin). Von 2009 bis 2023 war sie, gemeinsam mit Daniel Schrader, die Künstlerische Co-Leiterin und Geschäftsführerin des Ballhauses Ost in Berlin.
2005 debütierte sie als Filmschauspielerin und ist seitdem in verschiedenen Filmproduktionen zu sehen. Von 2017 bis 2018 war sie in einer Rolle in insgesamt vier Episoden der Fernsehserie Der Lack ist ab zu sehen. Seit 2020 verkörpert sie in der Fernsehreihe Friesland die Rolle der Melanie Harms. Einem breiten Publikum wurde Tina Pfurr von 2019 bis 2023 zudem als Werbefigur Ingrid in den TV- und Radiospots der Jobbörse Indeed bekannt.
Pfurr wohnt in Berlin.

## Filmografie
- 2005: Stadt als Beute
- 2008: Torstraße intim
- 2009: Die Ex bin ich (Fernsehfilm)
- 2010: Ich muss mich künstlerisch gesehen regenerieren (Kurzfilm)
- 2011: Das traurige Leben der Gloria S.
- 2012: Hey, Cowboy (Kurzfilm)
- 2014: Die Menschenliebe (Fernsehdokumentation)
- 2015: Spielt keine Rolle (Kurzfilm)
- 2015: Take What You Can Carry (Kurzfilm)
- 2015: Heil
- 2016: SOKO Wismar (Fernsehserie, Episode 12x15)
- 2016: Blank
- 2017–2018 Der Lack ist ab (Fernsehserie, 4 Episoden)
- 2018: Murot und das Murmeltier
- 2019: Sachsophonie (Kurzfilm)
- 2019: Lara
- 2019: Schutzengel (Fernsehreihe)
- seit 2020: Friesland (Fernsehreihe → siehe Besetzung)
- 2021: Großstadtrevier (Fernsehserie, Folge: St. Pauli, 06:07 Uhr)
- 2021: Tatort: Borowski und der gute Mensch
- 2021: Beckenrand Sheriff
- 2021: Ivie wie Ivie
- 2023: Knochen und Namen
- 2023: Sweat (Fernsehserie, 6 Folgen)
- 2023: SOKO Leipzig (Fernsehserie, Folge Große Erwartungen)
- 2024: Sad Jokes

## Theater (Auswahl)
- 2009: Pierre und die anderen, Regie: Schall & Gross (Sophiensäle)
- 2011: Hotel Hollywood, Regie: Agathe Chion (Ballhaus Ost)
- 2011: Besitz Bedeutet Besessene, Regie: Michael Müller & Heike Pelchen (Theaterdiscounter Berlin)
- 2012: Sexmission, Regie: Das Helmi (Ballhaus Ost)
- 2012: Dancing About, Regie: Gob Squad (Volksbühne Berlin)
- 2013: Die Schönen und die Schmutzigen, Regie: Das Helmi (Ballhaus Ost)
- 2013: V., Regie: Daniel Schrader (Ballhaus Ost)
- 2013: Zirkus des Fortschritts, Regie: Das Helmi (Schauspiel Hannover)
- 2013: BRAUNER ZUCKER, Regie: Anne Schneider (Ballhaus Ost)
- 2013: Starwurst, Regie: Das Helmi (Ballhaus Ost)
- 2014: Heimliches Berlin, Regie: Daniel Schrader (Ballhaus Ost)
- 2021: I just called to say..sHe's dead, Konzept, Regie: Tina Pfurr (Ballhaus Ost)
- 2022: Ambient 2: War of the Worlds, Regie: Daniel Schrader (Ballhaus Ost)

## Hörspiele
- 2006: Hochhaus, Regie: Paul Plamper (Hörspiel – WDR)
- 2013: Betongold – Wie die Finanzkrise in mein Wohnzimmer kam, Regie: Katrin Rothe (Sprecherrolle – Arte, RBB)
- 2016: Die Schlange, Regie: Paul Plamper
- 2018: Der Absprung, Regie: Paul Plamper (Hörspiel – WDR)
- 2019: Dope!, Regie: Tim Staffel (Hörspiel – RBB)
- 2019: Freak Folk, Regie: David Lindemann (Hörspiel – Deutschlandfunk)